# Cámara Regional del Comercio de Valparaíso
La Cámara Regional del Comercio, Producción, Turismo y Servicios de Valparaíso A.G. (CRCP) nació oficialmente con la inauguración del edificio de la Sala Comercial la Bolsa, encabezada por el presidente de la República Manuel Montt en 1858, 30 años antes de aquel acontecimiento se habían reunido Estanislao Lynch, Carlos Chauncey, Jorge Tomas Davy, Vicente Sánchez e Hipólito Serruys para dar origen a lo que más tarde se conocería como la Cámara del Comercio de Valparaíso. 
Tras colaborar en la elaboración de las leyes comerciales del país y enfrentar duras pruebas como terremotos y crisis financieras, en 1925, la Cámara reúne ya a todas las instituciones de este tipo existentes en Valparaíso cambiando su nombre a Cámara Central de Comercio. Entre 1940 y 1960 la institución se proyecta, aplicando sus nítidas ideas sobre la gestión empresarial, al tiempo que propone medidas para contrarrestar el éxodo de firmas porteñas a Santiago y la progresiva decadencia de Valparaíso, además de expresar su constante preocupación por lo que considera amenazas a la iniciativa y la empresa privada.  
Tras épocas difíciles para el país, en 1980 la institución asume la identidad de Cámara del Comercio de Valparaíso, Asociación Gremial, retomando el proceso de integración internacional, cuyos frutos más cercanos se encuentran en los convenios, acuerdos internacionales, y exitosos encuentros empresariales, los que a partir desde la década del 90, se han transformado en una importante plataforma de internacionalización y opinión para las empresas de la región. 
Actualmente, la Cámara Regional del Comercio de Valparaíso se ha posicionado en la vida regional como el más fiel representante del empresariado, incorporando los intereses de sus más de 200 asociados, realizando un trabajo asociativo público -privado que vayan en beneficio del progreso económico, político y social de la región.

## Organización
La CRCP trabaja en torno a seis pilares estratégicos: descentralización; sustentabilidad; internacionalización; innovación y emprendimiento; plataforma de negocios; y desarrollo de personas, bajo las cuales enfocamos nuestra labor para formar una organización moderna y dinámica, comprometida sus socios. En la Cámara se ofrecen diversos servicios y beneficios que apoyan las operaciones de sus socios y de las empresas de la región, como firmas electrónicas, certificación y visación de documentos de comercio exterior, códigos de barras, entre otros. Además, se generan instancias que permitan la vinculación y generación de redes entre empresarios, pero también con el sector público, la academia y las organizaciones intermedias de la sociedad. 
En esta línea, cuentan hoy en día con seis Mesas de Trabajo: Ecommerce, Mujer-Empresa, Innovación y Emprendimiento, Turismo, Comercio Internacional y Valor Compartido, que sesionan regularmente y que, en el marco de la emergencia sanitaria, han adaptado su forma de relacionarse mediante plataformas digitales.
Así también, la CRCP organiza un nutrido calendario de actividades y eventos que incluyen talleres, desayunos, encuentros empresariales y charlas, abordando temas de actualidad y de interés para los socios, y que facilitan la construcción de redes en la región y generan oportunidades de negocios.
También es importante mencionar que en agosto del 2019 realizaron la primera versión del “Cyber Regiones”, una iniciativa inédita organizada junto a las Cámaras de Comercio de Puerto Montt e Iquique y al apoyo de la Cámara Nacional de Comercio, que se vino a sumar a las tres ediciones de CyberQuinta realizadas anteriormente. Hoy esta iniciativa se llama "eSale Regiones". 
A través de la labor desarrollada por los departamentos de Estudios y Comunicaciones, se encargan de proveer información de calidad para apoyar la gestión y la toma de decisiones de sus socios. Por lo mismo, publican informes económicos semestrales, estudios de los principales indicadores regionales y análisis de la información coyuntural más relevante, que también comparten con los medios de comunicación para cooperar con la comunidad empresarial. 
Contamos con instancias como el Club Innova que ofrece servicios para formar, vincular, asistir, gestionar, difundir y desarrollar diversas actividades en torno a la innovación abierta. Así también, están trabajando en una Gobernanza para impulsar la aceleración del ecosistema de innovación y emprendimiento en la región. 
Además, son operadores del Centro de Negocios Sercotec Valparaíso y San Antonio, espacios donde las pequeñas empresas y emprendedores reciben asesoría técnica, individual y sin costo para ellos. 

## Visión, Misión y Valores
Visión: Ser un gremio de vanguardia, que genera oportunidades para que sus socios se desarrollen sosteniblemente en una economía global, siendo referente nacional.
Misión: Agregar valor a los empresarios y organizaciones de la Región de Valparaíso asociados a la CRCP, mediante su representación y la entrega de servicios que permitan potenciar su desarrollo, en beneficio del progreso económico, político y social de la región.
Valores
-  Ética en el actuar, por parte de los trabajadores y socios de la CRCP.
-  Pasión por otorgar un servicio distintivo y de calidad y excelencia a nuestros socios.
-  Imparcialidad en la gestión de los temas de los asociados, con visión de largo plazo en búsqueda del bien común.
-  Compromiso con la defensa de los principios de la libertad de emprender y de la economía social de mercado.
-  Compromiso con el desarrollo y éxito de la CRCP.

## Encuentro Empresarial CRCP
Desde hace 24 años la CRCP organiza el Encuentro Empresarial regional más importante del país. Desde que se comenzó a realizar este Encuentro se ha constituido como una importante vitrina de negocios para las empresas de la región y se ha posicionado como una de las principales actividades empresariales del país, donde el emprendimiento y el valor compartido siempre han sido el centro y su razón de ser.  
Este evento regional es el eje central del trabajo que realiza la CRCP durante el año, en el que diariamente buscan ser actores relevantes para el ecosistema de emprendimiento e innovación regional, aportando su experiencia, poniendo en contacto a su red de socios y cooperando con una mirada empresarial para seguir apoyando al desarrollo del país. 
Seminarios, conferencias, talleres, ruedas de negocios y un gran showroom en los que están presentes empresas representantes de las principales actividades productivas y comerciales de la zona, son algunas de las actividades que concentra este Encuentro. En la CRCP creen en el valor de convocar a todos los actores que hacen posible encontrar nuevas posibilidades de negocios en la región, desde pequeños productores, hasta grandes empresas para conversar con autoridades y gestores de ideas, para que Valparaíso siga impulsando el desarrollo desde la descentralización.